# Anna Christine von Hahn
Anna Christine von Hahn (1741 – 1786) var en mecklenburgsk adelsdame.
1758 ægtede hun grev Christian Ulrich von Brockdorff. 1770 blev hun Dame de l'union parfaite.